# Reuchlin-Gymnasium Pforzheim
Das Reuchlin-Gymnasium ist ein allgemeinbildendes Gymnasium der Stadt Pforzheim mit einer sprachlichen und einer naturwissenschaftlichen Ausrichtung.
Es wurde nach dem Humanisten Johannes Reuchlin (1455–1522) benannt.

## Geschichte
Die Geschichte des Reuchlin-Gymnasiums reicht über 500 Jahre zurück. 1447 wird erstmals eine Pforzheimer Lateinschule als Vorgängerschule erwähnt, deren Gründung im Dunkeln liegt. Wahrscheinlich verdankt sie ihr Entstehen der Errichtung des Kollegiatstiftes an der Schlosskirche St. Michael. Mitglieder des Stiftes sind aller Wahrscheinlichkeit die Lehrer gewesen, als der fünfjährige Johannes Reuchlin in die Schule eintrat. Zehn Jahre wurde Reuchlin hier unterrichtet.
In den beiden letzten Jahrzehnten des 15. Jahrhunderts erlangte die Pforzheimer Lateinschule größere Bedeutung. Sie wuchs über die Lateinschule in Baden-Baden und die in Ettlingen hinaus. Die Lateinschule in Pforzheim hatte tüchtige Lehrer, und bedeutende Männer rühmen sich, in dieser Schule in Pforzheim ihr erstes Wissen empfangen zu haben. Unter Rektor Georg Simler wurde die Schule um 1500 von der Stiftsherrenschule zur städtischen Schule. In dieser Zeit lehrte auch Johannes Hiltebrant an der Schule.
Ein halbes Jahrhundert dauerte die Blütezeit der Schule. Mit dem Tode Reuchlins sank jedoch allmählich die Bedeutung der Pforzheimer Lateinschule.
1692 wurde das Dominikanerkloster, in dem die Lateinschule untergebracht war, durch einen großen Stadtbrand völlig vernichtet. Die Lateinschule als „Collegium Reuchlinianum“ im Sakristeianbau der Schlosskirche wurde erst 1718 weitergeführt.
1849 nahm in Räumen des Gymnasiums eine private Höhere Töchterschule ihren Betrieb auf, die 1859 einen Neubau in der Rosenstraße bezog und bald darauf zur öffentlichen Schule umgewandelt wurde. Aus dieser ging das heutige Hilda-Gymnasium hervor.
Dem raschen Wachstum der Stadt am Ende des 19. Jahrhunderts entsprach man durch die Errichtung neuer Schulgebäude. In dieser Zeit wurde das Gymnasium als Nachfolgerin der Lateinschule an der Brücke in der Goethestraße erbaut, das 1905 bezogen wurde. Es war ein stattlicher Renaissancebau. Höhepunkt war die Mitteilung, dass die neue Schule den Namen „Reuchlin-Gymnasium“ tragen werde.
Die Uferstraße an der Enz beim Reuchlin-Gymnasium erhielt den Namen Simmlerstraße zur Erinnerung an den ersten bekannten Rektor der Lateinschule. Elf Jahre später bezog die Oberrealschule, das heutige Hebel-Gymnasium, in unmittelbarer Nachbarschaft des Reuchlin-Gymnasiums ihr neues Haus.
Die Zerstörung der Stadt am 23. Februar 1945 traf das Reuchlin-Gymnasium in der Bausubstanz so stark, dass es nicht mehr aufgebaut wurde. Dagegen wurde die Oberrealschule (Hebel-Gymnasium) wieder aufgebaut, die das Reuchlin-Gymnasium und das Mädchen-Realgymnasium in ihre Räume aufnahm. Zwanzig Jahre lang (1948–1968) war das Reuchlin-Gymnasium Gast beim Hebel-Gymnasium.
1955 erhielt das Reuchlin-Gymnasium aus Anlass des 500. Geburtstages des Humanisten Johannes Reuchlin seine organisatorische Selbständigkeit wieder.
In das eigene Haus am alten Wasserturm konnte das Reuchlin-Gymnasium aber erst am 25. Oktober 1968 einziehen. Fernab vom lauten Verkehr der Stadt, aber doch stadtnah und mit der Stadtbuslinie 7 und direkten Schulbusverbindungen mit dem Hauptbahnhof, allen Stadtteilen leicht erreichbar, liegt das Reuchlin-Gymnasium. Inmitten von Grünanlagen und Pausenhöfen erheben sich die vier Gebäude des Gymnasiums, der Klassenzimmertrakt mit dem Atrium als Stätte der Begegnung, der Kommunikation und des Feierns, der Musikpavillon, der naturwissenschaftliche Bau mit der Sporthalle, seit 1970 der Erweiterungsbau und seit 1999 das „Griechische Theater“.
Zurzeit besuchen knapp 900 Schüler das Reuchlin-Gymnasium.
Ab dem Jahr 2020 wird das Reuchlin-Gymnasium aufwendig saniert. Das voraussichtliche Ende der Sanierung wird auf das Schuljahr 2024/2025 angesetzt. Ab dem Schuljahr 2025/2026 soll die Schule eine Ganztagesschule werden.

## Bildungsmöglichkeiten
Am Reuchlin-Gymnasium gibt es ein naturwissenschaftliches und ein sprachliches Profil. Die Wahl des Profils ist unabhängig davon, welche Sprache als zweite Fremdsprache erlernt wird. In allen Profilen wird mit verstärktem Englisch begonnen, dazu kann dann Latein (ebenfalls ab Klasse 5) und Französisch (ab Klasse 6) kommen.
In Klasse 8 entscheidet man sich dann für das naturwissenschaftliche Profil mit NwT, im sprachlichen Profil hat man die Wahl zwischen Spanisch und Altgriechisch.
Der Bilingualzug steht allen Schülern offen. Der Unterricht beginnt hier bereits in Klasse 7. Nach Abschluss der bilingualen Zusatzausbildung in der Kursstufe erhalten die Schüler mit ihrem Abiturzeugnis auch das bilinguale Zertifikat des Landes Baden-Württemberg. Darüber hinaus besteht für die Schüler der 11. Klasse die Möglichkeit an einem schulinternen Vorbereitungskurs für die international anerkannte Sprachprüfung Cambridge English: Advanced teilzunehmen, welche u. a. den Zugang zu einer Vielzahl angelsächsischer Universitäten ermöglicht.
Bereits seit 2006 ist die Schule auch für ihre Hochbegabtenförderung bekannt; die hochbegabten Schüler werden in Regelklassen integriert und individuell gefördert. Seit dem Schuljahr 2017/18 ist das RGP außerdem Pilotschule des Bundes und der Länder zur Erarbeitung neuer Förderkonzepte hochbegabter Kinder (LemaS).

## Veranstaltungen
- Adventsrock: Früher fand im Atrium des Reuchlin-Gymnasiums immer am ersten Dezemberfreitag der Adventsrock statt. Dieser wurde von den Veranstaltungsreferenten der SMV geplant und organisiert. Die Veranstaltung fand 2008 zum 26. Mal statt und hatte rund 1000 Besucher.[2]
- Jazzabend: Am Geburtstag Reuchlins findet jährlich der Jazzabend statt, wobei der Chor und die Jazzband der Schule das Programm gestalten.[3][4]
- Soirée: Bis 2015 fand regelmäßig die Soirée statt, eine Veranstaltung, bei der Schüler ihr musikalisches Talent unter Beweis stellen konnten. Diese Veranstaltung soll 2023 wieder eingeführt werden.[5]

## Bekannte Ehemalige

### Ehemalige Lehrer
- Johannes Hiltebrant (1480/1482–1513/1515), Lehrer an der Lateinschule
- Elisabeth Erdmann (* 1942), Geschichtsdidaktikerin und Althistorikerin, Referendariat am Reuchlin-Gymnasium

### Ehemalige Schüler
- Nikolaus Gerbel (1485–1560), Humanist, Schüler der Pforzheimer Lateinschule
- Johann Schwebel (1490–1540), Theologe und Reformator, Schüler der Pforzheimer Lateinschule
- Hermann Schneider, Abitur 1892, Psychiater, Philosoph und Pädagoge
- Heinrich Wieland (1877–1957), Abitur 1896, Chemiker und Nobelpreisträger
- Erich Rothacker (1888–1965), Abitur 1907, Philosoph
- Friedrich Lautenschlager (1890–1955), Abitur, Bibliothekar und Historiker
- Richard Ziegler (1891–1992), Maler
- Fritz Todt (1891–1942), Bauingenieur und Reichsminister für Bewaffnung und Munition in der Zeit des Nationalsozialismus
- Wilhelm Baur (1895–1973), Verleger
- Laura Perls (1905–1990), Psychoanalytikerin
- Herbert Witzenmann (1905–1988), Fabrikant und Philosoph
- Victor Mohr (1925–2016), Jurist
- Frithjof Rodi (* 1930), Schriftsteller und Philosophieprofessor
- Adalbert Weh (1940–2002), Abitur 1959, Theologe, Lehrer, Übersetzer und Oberstudienrat
- Holger Rothfuß (* 1950), Abitur 1969, Jurist und Richter am Bundesgerichtshof
- Hannsjörg Kowark (1951–2018), Historiker und Leiter der Württembergischen Landesbibliothek in Stuttgart
- Marianne Engeser (* 1957), Abitur, Politikerin (CDU)
- Stefan Rhein (* 1958), Vorstand und Direktor der Luthergedenkstätten in Sachsen-Anhalt
- Götz Wörner (* 1959), Musikproduzent
- Martin Boss (* 1959), Abitur 1978, Archäologe
- Uwe Hübner (* 1961), Abitur 1981, Moderator
- Christian Gerloff (* 1963), Abitur 1983, Ärztlicher Direktor am Universitätsklinikum Hamburg-Eppendorf
- Andreas Otterbach (* 1965), Abitur 1984, Professor
- Nicola Thost (* 1977), Abitur 1996, Snowboarderin
- Fabian Neidhardt (* 1986), Abitur 2005, Autor, Sprecher und freier Journalist